# Photinus saniphallos
Photinus saniphallos là một loài bọ cánh cứng trong họ Đom đóm (Lampyridae). Loài này được Zaragoza Caballero miêu tả khoa học năm 2000.